# WWF Forceable Entry
WWF Forceable Entry es un álbum de recopilacón lanzado por la World Wrestling Federation en 2002. En el álbum colaboran bandas de rock haciendo versiones de las canciones de los luchadores. Se lanzó una nueva versión del álbum para conmemorar el WrestleMania 25th Anniversary. El álbum llegó a la posición 3# en los Estados Unidos.

## Lista de canciones
| #  | Canción                                         | Luchador                             | Artista               | Duración |
| -- | ----------------------------------------------- | ------------------------------------ | --------------------- | -------- |
| 1  | "The Game"                                      | Triple H                             | Drowning Pool         | 3:29     |
| 2  | "Legs"                                          | Stacy Keibler                        | Kid Rock              | 4:55     |
| 3  | "Young Grow Old"                                | WWE Backlash Tema oficial (2002)     | Creed                 | 4:45     |
| 4  | "Glass Shatters"                                | Stone Cold Steve Austin              | Disturbed             | 3:54     |
| 5  | "Rollin' (Dead Man Mix)"                        | The Undertaker                       | Limp Bizkit           | 3:42     |
| 6  | "Whatever"                                      | Chris Benoit                         | Our Lady Peace        | 3:55     |
| 7  | "Never Gonna Stop (The Black Cat Crossing Mix)" | Edge                                 | Rob Zombie            | 3:45     |
| 8  | "One of A Kind"                                 | Rob Van Dam                          | Breaking Point        | 3:30     |
| 9  | "The Beautiful People (The WWF Remix)"          | WWF SmackDown!                       | Marilyn Manson        | 4:18     |
| 10 | "Across The Nation"                             | WWF RAW                              | The Union Underground | 3:02     |
| 11 | "Break The Walls Down"                          | Chris Jericho                        | Sevendust             | 3:17     |
| 12 | "Turn The Tables"                               | Dudley Boyz                          | Saliva                | 4:23     |
| 13 | "Live for The Moment"                           | Matt Hardy                           | Monster Magnet        | 5:01     |
| 14 | "End of Everything"                             | Raven                                | Stereomud             | 3:29     |
| 15 | "Ride of Your Life"                             | King of The Ring (2002) Tema oficial | Neurotica             | 3:40     |
| 16 | "Just Another Victim"                           | Tazz                                 | Cypress Hill          | 4:16     |
| 17 | "No Chance"                                     | Vince McMahon                        | Dope                  | 4:03     |
| 18 | "Lovefurypassionenergy"                         | Lita                                 | Boy Hits Car          | 4:46     |
| 19 | "Slow Chemical"                                 | Kane                                 | Finger Eleven         | 3:42     |